# Jamesova zátoka
Jamesova zátoka (též Jamesův záliv; anglicky: James Bay, francouzsky: Baie James) je velká vodní plocha zatínající se hluboko do severoamerické pevniny v jihovýchodní části Hudsonova zálivu. Tvoří hranici mezi provinciemi Québec a Ontario a ostrovy v ní náleží k teritoriu Nunavut. Jako první Evropan ji navštívil Henry Hudson v roce 1610, po něm ji v roce 1631 podrobně prozkoumal kapitán Thomas James, po němž nese jméno. Jde o lidskému životu nejpříznivější oblast Hudsonova zálivu a jako taková hrála enormní význam pro expanzi Společnosti Hudsonova zálivu a Kanady do severních oblastí.

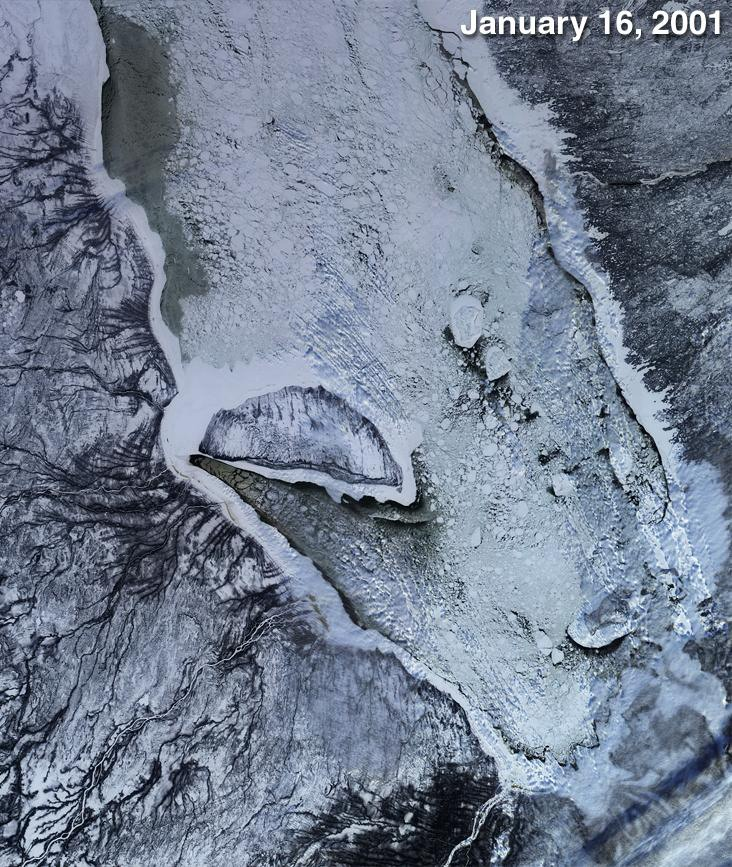
Jamesova zátoka v zimě